# Josep Boldú
Josep Boldú fou organista d'Igualada a partir del 1682. El seu primer rebut, amb data del 29 d'agost de 1682, mostra les dues funcions intrínseques en el seu càrrec en el magisteri parroquial de la vila: mestre de capella i organista, que es va veure reﬂectit en el seu salari, que fou de 30 lliures. Josep Boldú guanyà la plaça igualadina el 20 de març de 1682, davant d'un tribunal d'oposicions format per Pere Ramanja de Piera, i Tomàs Rossell i Pere Joan Calvet, beneﬁciats de Santa Maria d'Igualada. Durant el mestratge de Boldú apareixen també les primeres despeses relacionades amb la presència dels escolans –infants cantors o corers–, encarregats d'interpretar les veus superiors de la polifonia eclesiàstica. Com els seus predecessors, Boldú, cobrava el sou anual de l'organistia repartit en dues nòmines, la primera el febrer i la segona durant el novembre, a banda dels 16 sous «de censal per lo beneﬁci del orgue». Segons una acta notarial del 8 de febrer de 1683, Josep Boldú prengué possessió del beneﬁci de Santa Anna de la parroquial i posteriorment el 29 d'octubre de 1684, la comunitat de preveres admeté Boldú en qualitat d'obtentor del beneﬁci de Santa Anna, a les tasques quotidianes de la parròquia.
En aquella mateixa data, la comunitat de preveres determinà que el mestre Boldú havia de fer-se responsable de l'entonació del cant pla de les antífones del cor comunitari, tant de les misses conventuals i matinals com dels diferents oﬁcis de l'any litúrgic.
Sabem que Boldú era a Igualada l'abril de 1685 i que a ﬁnals d'aquell mes formà part del tribunal que examinà de cant pla el nou beneﬁciat Pere Ros, que és la darrera intervenció documentada de Boldú en la vida musical de la parroquial. El 5 d'octubre de 1688 apareixeria en la inauguració del nou orgue a l'església de Sant Nicolau de la vila de Bellpuig. Es desconeix el moment exacte de la marxa de Boldú d'Igualada. Tanmateix, és molt probable que es produís abans del Nadal de 1687, que és quan apareix documentat un nou organista: Josep March.

## Obra
El Fons Musical de Santa Maria de Verdú (BNC) conté 8 obres de Josep Boldú, sis de les quals estan datades entre 1688 i 1694, posteriors, doncs, al seu pas per Igualada:
- 1688: Completes a 9 v, (BNC: M 1168)
- 1690: Completes a 9 v, (BNC: M 1168)
- 1690: Completes a 9 v, (BNC: M 1637-IV-V-VI)
- 1694: Magniﬁcat a 9 v, (BNC: M 1637-II-IV-V-VI)
- Sense data: Salve Regina a 9 v (BNC: M 1637-V) i dos villancets amb el mateix íncipit literari, Clarines al festín a 8 v, dedicats a la Mare de Déu del Roser i a Sant Francesc Xavier (BNC: M 1637-III i II, respectivament).